# Ставри Топалов
Ставри Атанасов Топалов е български инженер-изобретател и любител-нумизмат.

## Биография
Ставри Топалов е роден в София на 21.09.1939 г. Средно образование завършва през 1957 г. в гр. Любимец, а висше техническо в МЕИ София през 1963 г. От 1963 г. до закриването му през 1996 г. работи в Института за специални и агрегатни машини към системата на ДСО ЗММ, изминавайки пътя от конструктор до ръководител направление. Научен сътрудник I степен, участвал в предварителните проучвания, офертната дейност, разработката на конструктивната и технологична документация, монтажа, изпитанията и внедряването на над 500 агрегатни машини и автоматични линии, както и в свързаните с тях научни публикации. В част от тези реализирани за страната и чужбина съоръжения са заложени негови изобретения. Награждаван с редица награди за личен принос в техническия прогрес. Почетен изобретател на България.
От ученическите си години се интересува от древна история и започва да колекционира антични монети. През 1968 г. става член на нумизматичната организация в София, а от 1973 г. е член на нейното ръководство. От 1979 е член на ЦС на Съюза на българските нумизматични дружества. Отговарял е за изложбената дейност и работата, свързана с експертната дейност към Съюза на българските нумизматични дружества. От 1999 г. е почетен член на Съюза на българските нумизматични дружества.
Основна тема в колекцията му са монетите на тракийските и македонски владетели и градовете от земите на Тракия влизащи в териториите на днешна България, сечени VI-I в. пр.н.е. Предоставял е за проучвания отделни монети и раздели от монети на научни работници в България и в чужбина. С монети от колекцията си е участвал в организирани изложби в България и в чужбина.

## Публикации
На база на дългогодишно събиране на информация за местонамирането на попадащите в колекционерите в страната антични монети, сечени и използвани по нашите земи VI-I в. пр.н.е., както и на монетите от колекцията си е публикувал 250 статии, по-голямата част от които събрани в издадените с негови средства 17 тематични студии.
Основните теми засегнати в тези проучвания за монетосеченето и историята от земите на Тракия в периода VII-I век пр.н.е. са:
- домонетните средства за размяна, употребявани в земите на Тракия;
- монетосеченето на племена и племенни обединения от района на Тракия;
- монетосеченето и историята на владетели от земите на Тракия;
- монетосеченето и контрамаркирането на монети от градове разположени в земите на Тракия;
- тракийското подражателно монетосечене, осъществявано на база разпространените в земите на Тракия антични монети.

В отпечатаните и подготвяните за издаване проучвания свързани с древна Тракия са публикувани около 105 неизвестни дотогава домонетни форми, неизвестни типове племенни и владетелски монети, неизвестни контрамарки и типове контрамаркирани монети.

### Книги
1. Одриското царство от края на V до средата на IV в. пр.н.е. Приноси към проучване монетосеченето и историята му [The Odrysian Kingdom from the late 5th to the mid-4th C. B. Contributions to the study of its coinage and history], 1994, 186 р.
2. The Odrysian Kingdom from the late 5th to the mid-4th C. B. Contributions to the study of its coinage and history, 1994, 176 р.
3. Месамбрия Понтика. Приноси към проучване монетосеченето на града V-I в. пр.н.е. [Messambria Pontica. Contribution to the study the coin minting of the city 5th-1st c. B. C.], 1995, 216 р.
4. Принос към проучване тетрадрахмите на Тасос от II период на монетосечене, подражанията им и свързаните с тях други имитативни монети от земите на Тракия през II-I в. пр.н.е. [Contribution to the study of tetra drachmas of Thassos from the II period of mintage, their imitation and related to them other imitative coins from the Thracian lands during the II-I Century B. C], 1996, 200 р.
5. Принос към проучване контрамарките на западнопонтийските градове Аполония, Месамбрия и Одесос III-I в. пр.н.е. [Contribution to the study of the counter-marks of the West Pontic cities of Apollonia, Messambria and Odessos III-I century B. C.], 1997, 144 р.
6. Племена и владетели от земите на Одриското царство и граничните му югозападни територии от края на VI до средата на IV в. пр.н.е. Приноси към проучване монетосеченето и историята на древна Тракия [Tribes and rulers from the lands of the Odrysian Kingdom and its border South-western territories from the end of the VI Century to the middle of the IV century B. C. Contributions to the study of the mintage and history of ancient Thrace], 1998, 352 р.
7. Одесос. Приноси към проучване монетосеченето на града IV-I в. пр.н.е. [Odessos. Contribution to the Study of the coin minting of the city 4th-1st c. B. C.], 1999, 350 р.
8. Одриското царство и монетосеченето на градовете от района на югоизточните тракийски крайбрежия от края на V до средата на IV в. пр.н.е. [The Odrysian Kingdom and the coinage of the south-eastern towns in Thrace from the late 5th to the mid-4th C. B.], 2000, 144 р.
9. Приноси към проучване монетосеченето и историята в земите на източна Тракия от края на IV до края на III в. пр.н.е. [Contributions to the Study of the Coinage and History in the Lands of Eastern Thrace from the End of the 4th c. B. C. to the End of the 3rd c. B. C.], 2001, 404 р.
10. Нови приноси към проучване контрамаркирането на монети в района на западнопонтийските градове през III-I в. пр.н.е. [New contributions to the study of the counter-marking of coins in the area of the West pontic cities 3rd-1st c. B. C.], 2002, 256 р.
11. Ancient Thrace. Contributions to the Study of the Early Thracian Tribal Coinage and it's Relations to the Coinage of the Odrysians and the Odrysian Kingdom During 6th-4th c. B.C., 2003, 280 p.
12. Нови приноси към проучване монетосеченето и историята на ранното Одриско царство в земите на древна Тракия [New contributions to the study of the coinage and history of the early odrysian kingdom in the lands of Ancient Thrace], 2004, 280 p.
13. Urban bronze coins of small denomination from the Propontis area with images of a conical vessel with two handles, dynastic symbol of the coinage of the early Odrysian kings of the 5th-4th centuries B. C., Catalogue of Early Thracian Tribal Coins of 6th-5th Century B. C. (specimens 1 – 54), Anepigraphic Types of Coins Minted on the Territory of the Early Odrysian Kingdom (specimens 55 – 58) and Early Odrysian Regal Coins of 5th-4th Century B. C. (specimens 60 – 125), 2005, 104 p.
14. Към политическата история на Одриското царство от края на VI до средата на IV в. пр.н.е., част I, Приносни резултати от проучване монетосеченето на одриските владетели и градовете от южните тракийски крайбрежия [On the Political History of the Odrysian Kingdom from the End of the 6th Century B. C. to the Middle of the 4th Century B. C. Part I – Contributions to the Study of the Coinage of the Odrysian Kings and the Towns of the Southern Thracian Coast], 2006, 460 p.
15. Аполония Понтика. Приноси към проучване монетосеченето на града VI-I в. пр.н.е. (част първа и втора) [Apollonia Pontica. Contribution to the study of the coin minting of the city 6th-1st c. B.C. (part I and II)], 2007, 844 p.
16. Принос към проучване използваните и вероятно използваните предметоподобни средства за размяна от земите на древна Тракия през първото хилядолетие пр.н.е. Лятите монети-стрели на Аполония Понтика [Contribution to the study of the Used and Hypothetically Used Object-like Mediums of Exchange from Ancient Thrace from the Millennium B. C. Related to the Beginning of Making Arrow-head Coins Apollonia Pontica], 2008.
17. Приноси към проучване монетосеченето и историята в земите на Тракия от II в. пр.н.е. до средата на I век [Contributions to the Study of the Coinage and History of Thrace from the 2nd century C. B. to the middle of the 1st century A. D.], 2009, 456 p.